# Mie Andreasen
Mie Andreasen (* 16. Juli 1972 in Århus, Dänemark) ist eine dänische Filmproduzentin. 2003 erhielt sie, gemeinsam mit Martin Strange-Hansen, den Oscar für den besten Kurzfilm Ein Anständiger Mann.

## Filmografie (Auswahl)
- 1998: Fra Vesterbro til verdens ende (Fernsehserie)
- 2001: Når lysterne tændes
- 2002: Ein Anständiger Mann (Der er en yndig mand)
- 2004: Der Fakir (Fakiren fra Bilbao)
- 2005: Adams Äpfel (Adams æbler)
- 2006: Den rette ånd (post-production)
- 2006: Der verlorene Schatz der Tempelritter
- 2007: Der verlorene Schatz der Tempelritter II (Tempelriddernes skat II)
- 2008: Der verlorene Schatz der Tempelritter III: Das Geheimnis der Schlangenkrone (Tempelriddernes skat III: Mysteriet om slangekronen)
- 2009: Timetrip – Der Fluch der Wikinger-Hexe (Vølvens forbandelse)